# Tratamientos alternativos contra el cáncer

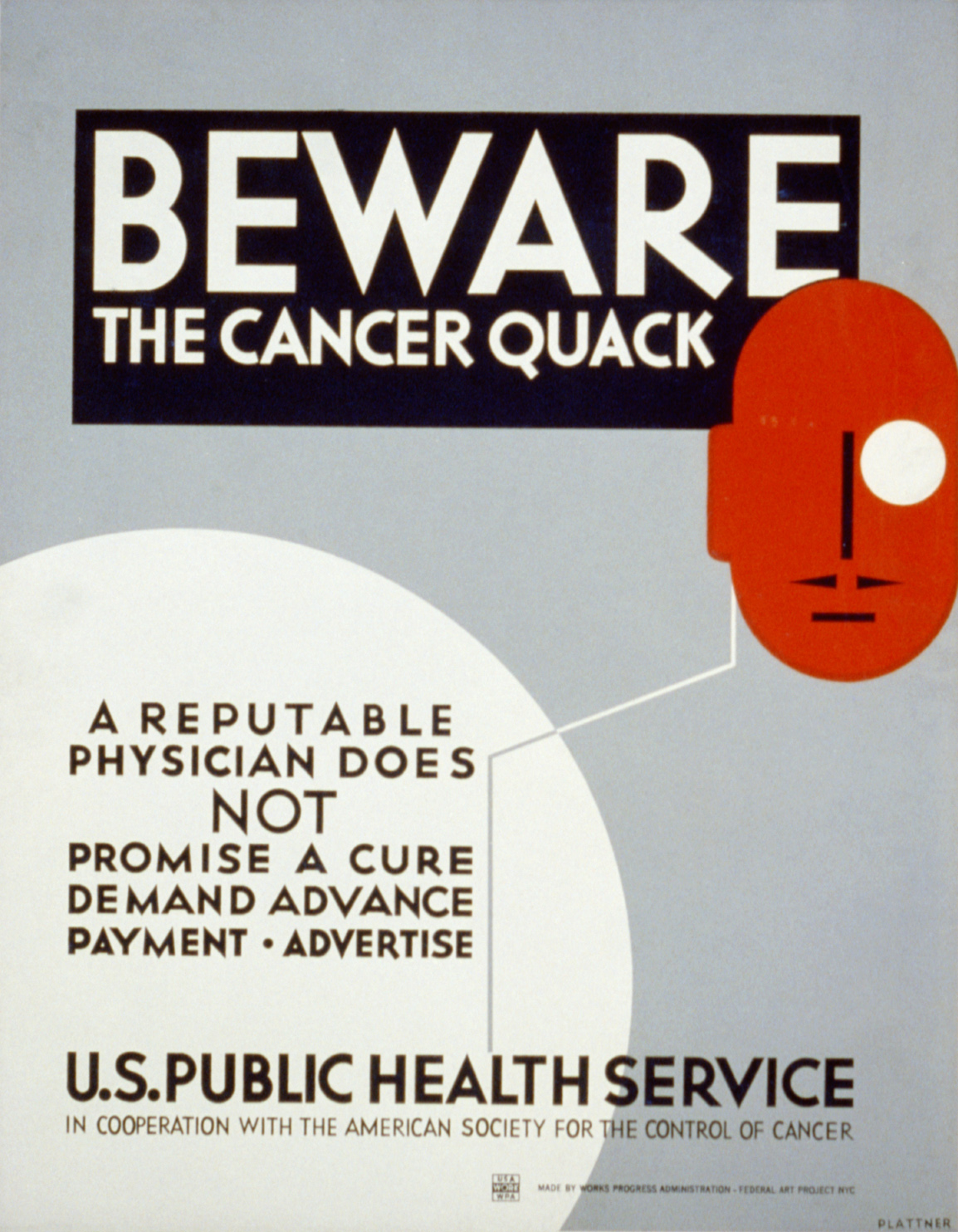
Cartel de información pública de los años 30 advirtiendo de los "charlatanes del cáncer", aclarando que "un médico reputado no promete una cura y exige un pago por adelantado".

El tratamiento alternativo del cáncer describe cualquier tratamiento o práctica oncológica, por lo general pseudocientífica, que no forme parte del estándar convencional de atención al cáncer, siendo algunos peligrosos para la salud del paciente. Entre ellos se incluyen dietas y ejercicios especiales, productos químicos, hierbas, dispositivos y procedimientos manuales. La mayoría de los tratamientos alternativos contra el cáncer no cuentan con pruebas de alta calidad que respalden su uso. Se han planteado dudas sobre la seguridad de algunos de ellos. Incluso se ha descubierto que algunos no son seguros en determinados contextos. A pesar de ello, se utilizan en todo el mundo muchos tratamientos que no han sido probados ni demostrados. La promoción o comercialización de estos tratamientos es ilegal en la mayor parte del mundo desarrollado.
Los tratamientos alternativos contra el cáncer se suelen contraponer a los tratamientos experimentales contra el cáncer - métodos de tratamiento basados en la ciencia - y a los tratamientos complementarios, que son prácticas no invasivas utilizadas en combinación con el tratamiento convencional. Todos los medicamentos de quimioterapia aprobados se consideraron tratamientos experimentales antes de completar las pruebas de seguridad y eficacia.
Desde finales del siglo XIX, los investigadores médicos han establecido la atención moderna del cáncer mediante el desarrollo de la quimioterapia, la radioterapia, las terapias dirigidas y las técnicas quirúrgicas refinadas. En 2019, solo el 32,9% de los pacientes con cáncer en Estados Unidos murieron en los cinco años siguientes a su diagnóstico. A pesar de su eficacia, muchos tratamientos convencionales van acompañados de una amplia gama de efectos secundarios, como dolor, fatiga y náuseas. Algunos efectos secundarios pueden incluso ser mortales. Muchos partidarios de los tratamientos alternativos afirman que son más eficaces y tienen menos efectos secundarios que los tratamientos convencionales. Sin embargo, un estudio de cohorte retrospectivo demostró que los pacientes que utilizaban tratamientos alternativos en lugar de los convencionales tenían 2,5 veces más probabilidades de morir en un plazo de cinco años.
La mayoría de los tratamientos alternativos contra el cáncer no han sido probados en ensayos clínicos adecuados. Entre los estudios que se han publicado, la calidad suele ser deficiente. Una revisión de 2006 de 196 ensayos clínicos que estudiaron tratamientos no convencionales contra el cáncer descubrió la falta de pruebas en la fase inicial, la escasa justificación de los regímenes de dosificación y los deficientes análisis estadísticos. Este tipo de tratamientos han aparecido y desaparecido a lo largo de la historia.